# KH–9 Hexagon
A KH–9 Haexagon, más néven Big Bird az amerikai légierő (USAF) nagyméretű, manőverképes felderítő műholdtípusa. A  hidegháború időszakának legsikeresebb felderítőműhold-programja volt. 1971-től 1986-ig húsz példányát indították.

## Előzmények
A Samos és MIDAS rendszerek élettartama néhány hét volt, ezért olyan eszközöket kellett megépíteni, amelyek hosszabb élettartammal rendelkeztek. A 467L jelzésű program keretében fejlesztették ki a KH-9-et. A korszerűsített műholdak képesek a Föld felszínén 30 cm-nél kisebb tárgyakat behatárolni. Működése során 1971 és 1986 között 20 műholdat bocsátottak fel. A 20 fellövésből 19 bizonyult sikeresnek (az utolsó a hordozórakéta meghibásodása miatt kudarccal végződött). Napjainkban is működnek felderítő műholdak.

## Küldetés
1971. június 15-én a kaliforniai Vandenberg légitámaszpontról Titán–3D hordozórakétával került sor az első indítására. Mission 1201 névvel hivatkoztak rá fellövésekor. Szolgálati időtartama 52 nap volt. Korszerűsítések révén élettartamát fokozatosan növelték. Az első hat Hexagon küldetés élettartama 140-től 191 napig terjedt. A hetedik repülésnél ezt meghosszabbították 123 napra, az elkövetkezendő küldetéseknél pedig kiterjesztették 109-től 158 napig. A 13. repülésnél az élettartam már 179 napos volt. Az 1980-ban felbocsátott 16. Big Bird  már 261 napig keringett sarki röppályán. A 18. repülés során sikerült felállítani a 275 napos rekordot.
Az orbitális egység elliptikus pályaelemei a közeli kozmikus térségben perigeuma 211,1 kilométer, az apogeuma 344,5 kilométer volt. Pályáját az alacsony magasság miatt sűrűn kell helyesbíteni. A műhold hossza 15,3 méter, átmérője 3 méter, tömege 11,5-15 tonna között mozog. Nagy felbontóképességű fényképezőgépekkel, több sávos (multispektrális) kamerával panorámafelvételeket készített, valamint a távoli infravörösben felvételeket készítő termográffal is fel van szerelve. A műholdakon 100 kilométernyi film volt. Egy Hexagon által készített kép 680 kilométer széles területet ölelt fel. A készített információkat (képeket) televízión a földi állomásra továbbította. Az elkészült filmeket a műhold zárt kapszulákban juttatta vissza a Földre, és azok ejtőernyővel ereszkedtek a Csendes-óceánra, ahol az amerikai légierő C–130-as gépei összeszedték őket. A műhold 12 kapszula visszaküldésére volt alkalmas.

## Külső hivatkozások
- Big Bird. honvedelem.hu. (Hozzáférés: 2012. augusztus 17.)[halott link]
- Big Bird. aranylaci.x3.hu. (Hozzáférés: 2012. augusztus 17.)